# 孟尼利克二世
孟尼利克二世（拉丁化：dagmawi mənilək，1844年8月17日—1913年12月12日），另有譯曼涅里克二世，绍瓦国王，埃塞俄比亚皇帝（1889年—1913年）。埃塞俄比亚歷史上最伟大的统治者之一，将国土扩張到接近现代的边界，並成功击退意大利入侵，及实行现代化改革。

## 早年生涯
孟尼利克二世於1844年8月17日生于紹阿邦的安科伯，是绍阿王子海尔·梅莱科特的長子:67，而据研究埃塞俄比亚的学者哈罗德·马库斯（Harold G. Marcus）與克里斯·普劳蒂（Chris Prouty）考证，孟尼利克的生母是一名與梅莱科特王子共寝的宮女，她的名字是埃吉加耶胡（Ejigayehu），在出生时，梅莱科特起初拒绝承认他，但孟尼利克的祖母貝札比什却出面干预，令他在王室內取得了合法地位:17，在出生40天后，他接受了埃塞俄比亞正統合性教會的洗礼，並得名萨勒·马里亚姆:81，而其身为绍阿王的祖父萨勒·塞拉西则给他取名为孟尼利克，这个名字预示着埃塞俄比亚帝国将在他辉煌的统治时期重建:16，孟尼利克在王室中享有受人尊敬的地位，并开始接受传统的教会教育:82:132。1847年，萨勒·塞拉西逝世，孟尼利克的父亲海尔·梅莱科特成为紹阿王:19。
自1769年开始，埃塞俄比亚有绍阿、阿姆哈拉、提格雷、戈贾姆等多个公国并立，他们拥兵自立、相互征战:45。1855年埃塞俄比亚皇帝特沃德罗斯二世率军进攻绍阿王国，试图消灭后者，在埃塞俄比亚高原建立一个大一统的国家，孟尼利克之父海尔·梅莱科特在與前者的战争中阵亡，11岁的孟尼利克国破被俘，並與母亲一同被特沃德罗斯二世送往马格达拉軟禁:67，不过，特沃德罗斯二世與属下們却给他很高的待遇，让他和自己的子女一起生活学习:23，除了《圣经》课程外，他还学习了军事战略和骑术课程，又接近帝国权力阶层，为皇帝出谋划策，获得了政治经验:23，特沃德罗斯还将自己的女儿阿里塔什许配给他:293。

## 返回绍瓦
孟尼利克被软禁后，一直希望返回绍阿，但因为特沃德罗斯二世控制整个帝国，他并没有付诸实践。另一方面，在紹阿，特沃德罗斯二世任命孟尼利克的叔父海尔·米凯尔为紹阿的总督，日后又改任命阿托·贝扎贝赫管理绍瓦:23:21。1864年，特沃德罗斯二世的影响力减弱，他對自称绍阿王的贝扎贝赫的惩罚性远征失败了，此外，他父亲海梅莱科特的支持者呼吁他离开马格达拉，尽快回国；然而，一些宫廷成员发现了端倪，并报告了特沃德罗斯二世，由于信任孟尼利克，皇帝没有采取任何具体行动:24。
1865年7月1日半夜，21岁的孟尼利克和追随者穿过马格达拉和韦洛之间的峡谷，逃离了软禁他的堡垒。出发之际，孟尼利克命人向特沃德罗斯二世的敌人、韦洛的沃尔奇图王后捎去如下口信：“我到了。请派人来迎接我随后，韦洛女王沃尔奇图收留了孟尼利克，而为了报复沃尔奇图，特沃德罗斯二世下令处死了沃尔奇图在马格达拉为人质的儿子:102。与此同时，特沃德罗斯二世也开始四处征讨，试图维系自己的权威，镇压提格雷及贡德尔因饥荒引发的叛乱，又滥杀无辜，导致许多士兵离开特沃德罗斯，加入孟尼利克的队伍，但韦洛女王认为孟尼利克在当地没有利用价值，但如果把他送回紹阿，他就会成为自己重要的盟友，于是便决定派兵护送孟尼利克回到绍瓦:25。
1866年8月，孟尼利克率领他的部队抵达紹阿东部，并自称绍阿王。当时，坐镇绍阿的阿托·贝扎贝赫试图与沃尔奇图结盟，并试图将孟尼利克交给特沃德罗斯二世处置:25，之后，孟尼利克與贝扎贝赫两派人马在格韋特（Qewet）爆发了战争:97，贝扎贝赫部队內不少士兵倒戈加入了孟尼利克的部队，孟尼利克因此大胜，在此次战争中，孟尼利克缴获了1,000支火枪，此外还在克伯拉特阿姆巴（Kebrat Amba）缴获了1,000支火器和3门大炮:26，当孟尼利克抵达绍阿的安科貝爾时，在地神职人员與民众夾道歡迎他的回归。另一方面，贝扎贝赫逃亡至阿姆巴阿弗加拉（Amba Afqara），並请求孟尼利克的赦免，最终，孟尼利克接纳了他的请求，并将阿巴莫蒂（Abba Motti）的封地送给他:104。
1876年，孟尼利克就开始与意大利人秘密接頭，设法购买意式現代化軍備，壮大自己的军事力量以伺机夺取皇帝寶座。意大利政府利用孟尼利克之野心，秘密助其谋反推翻埃塞皇帝，在埃塞俄比亚國內实施分化拉拢策反，从而实现意大利在東非的殖民扩张。1887年，孟尼利克与意大利签定了《中立协定》，规定在意大利与埃塞俄比亚皇帝的战争中，孟尼利克保持中立；作为报答，意大利人送给孟尼利克5000支步枪。1889年约翰尼斯四世死后，孟尼利克渴望能够登上皇帝的宝座。他先后将阿鲁西（Arsi Oromo）、哈勒尔（Harar）、高浸（Gojjam）、克法（Kaffa）和另外几个埃塞俄比亚南部的小王国并入自己的版图。到1889年，孟尼利克已经成为埃塞俄比亚最强而有力的人物，終於1889年登基即位，取得了期待已久的皇冠。孟尼利克二世的军队还在欧洲武器的支持下征服了索马里人占多数的欧加登。
1889年5月2日，他与意大利人缔结了《武恰萊條約》。该条约有两个文本，分别是意大利文本与阿姆哈拉文本。意大利特使安东利（Antonlli）首先用意大利文起草，一个不懂意大利文的埃塞俄比亚人格拉兹马奇·约瑟夫（Grazmach Yoseph）把该条约“翻译”成阿姆哈拉文。孟尼利克皇帝在阿姆哈拉文本上签字。后来发现，在条约的第十七条，两个文本有严重分歧。意大利文本的第十七条规定：由意大利负责埃塞俄比亚对欧洲各国的外交事务；而阿姆哈拉文本的第十七条是这样写的：米尼力克皇帝在处理外交事务时，可以让意大利参与调解。意大利由此援引欧洲列强瓜分非洲的“柏林会议”，于1889年10月通知欧洲列强埃塞俄比亚为意大利的保护国，并于1890年1月1日根据《武恰莱条约》宣布厄立特里亚为意大利殖民地，这也是意大利在非洲的第一块殖民地。

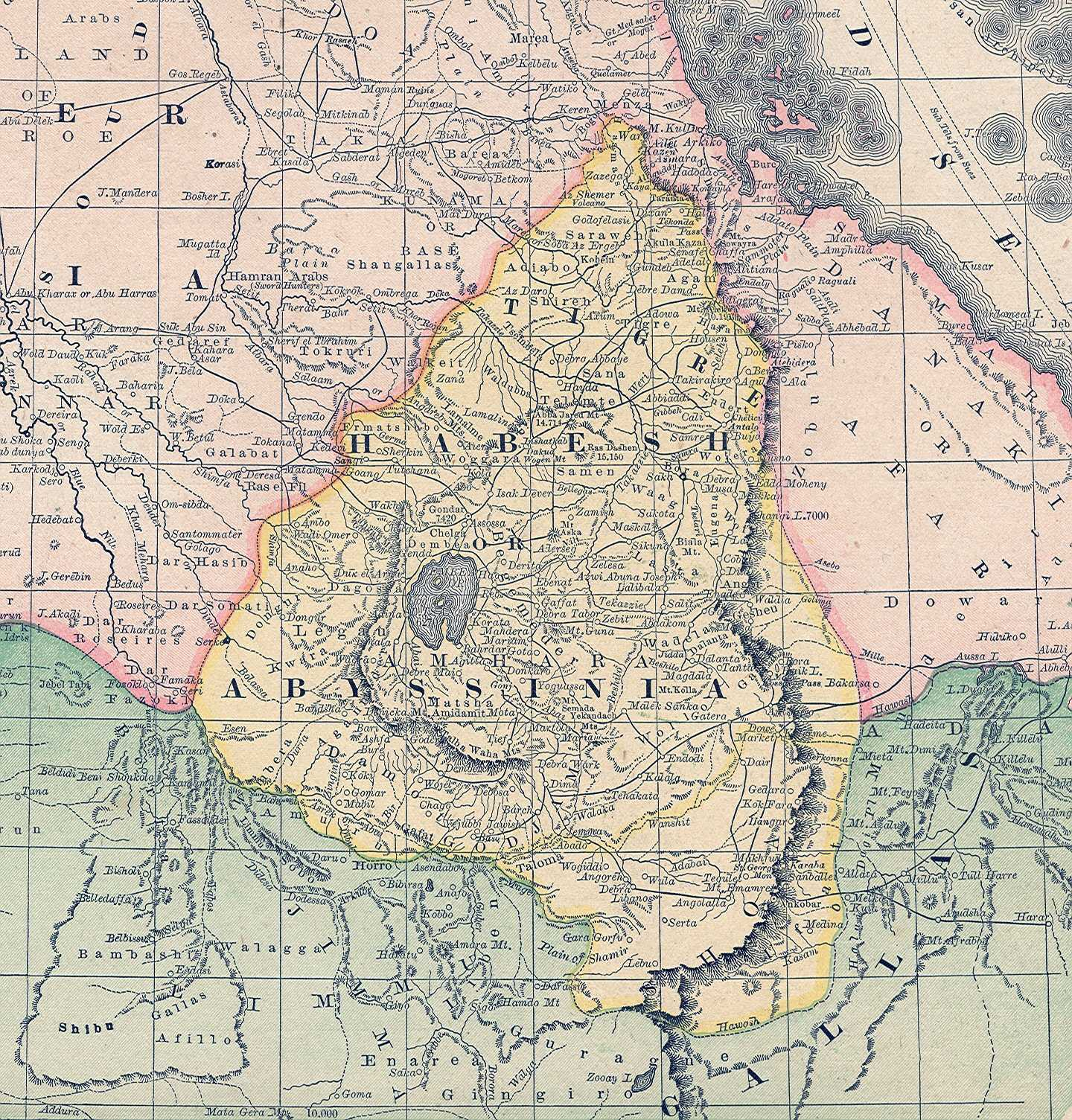
阿比西尼亚（埃塞俄比亚帝国）在1891年的地图中，显示了阿杜瓦战役之前的边界

孟尼利克皇帝默认了意大利吞并厄立特里亚的舉動，因为这符合《武恰莱条约》的两个文本，但他坚决不接受埃塞俄比亚成為意大利的保護國。于是，孟尼利克皇帝写信给欧洲列强，信中强调埃塞俄比亚是一个主权独立的国家而并非意大利的保护国。欧洲列强退回了他的信，并指出埃塞俄比亚的对外事务必须通过意大利处理。孟尼利克的各种努力失败后，最終于1893年2月單方面宣布废除《武恰莱条约》。
意大利先后实施贿赂与分化策反的政策均未能奏效。1895年，意大利政府任命厄立特里亚总督欧雷斯特·巴拉铁里将军为侵略军总司令，出兵埃塞俄比亚。1896年3月1日意军在阿杜瓦战役中惨遭败北後，意大利最終被逼與埃塞俄比亞签订取消《武恰莱条约》的协定及承认埃塞俄比亚的全面独立主权。此后，孟尼利克极力改革内政，实施现代化教育，建设电报电话系统，修筑从吉布提至亚的斯亚贝巴的铁路:71。
1906年，英、法、意三國擅自签订了在埃塞俄比亚划分势力范围的瓜分协定。尽管孟尼利克二世終其一生鞠躬盡瘁，捭闔縱橫於各大歐陸列強之间，誓死捍衛祖國獨立主權，但他晚年體弱多病，1908年又因中风而全身瘫痪，无力遏制列强在埃塞俄比亚的扩张。1913年12月，孟尼利克二世在深宮勾心鬥角的政爭權鬥中病逝。

## 图库

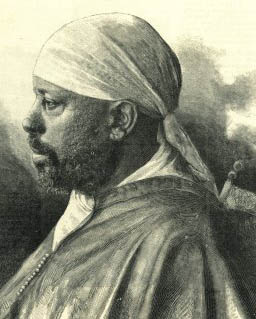
肖像画
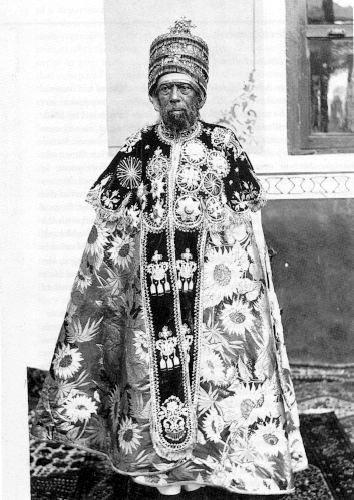
身穿皇帝衣装的孟尼利克二世
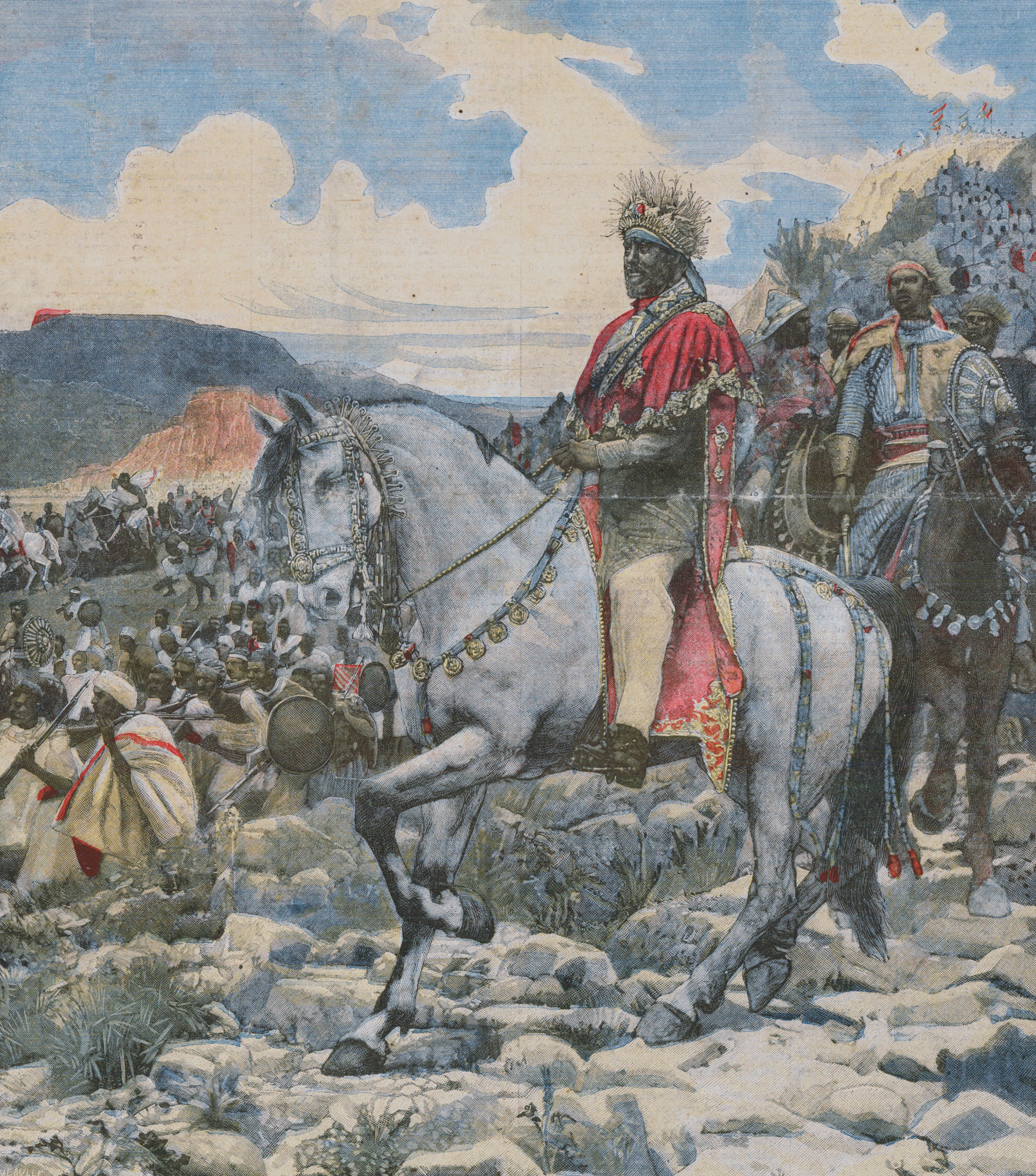
率军征战的孟尼利克二世
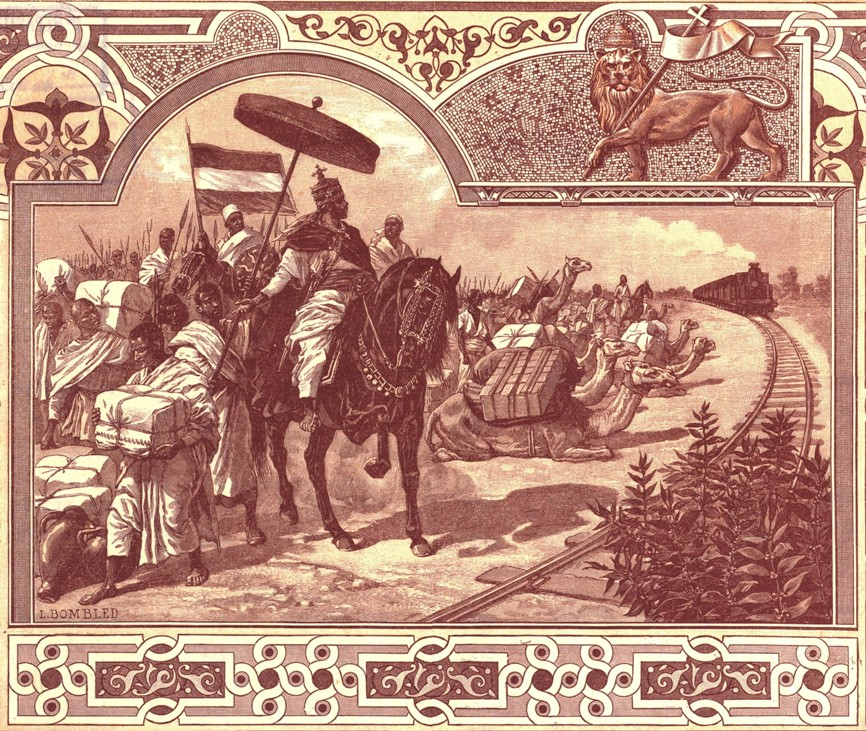
視察埃塞俄比亚铁路的孟尼利克二世
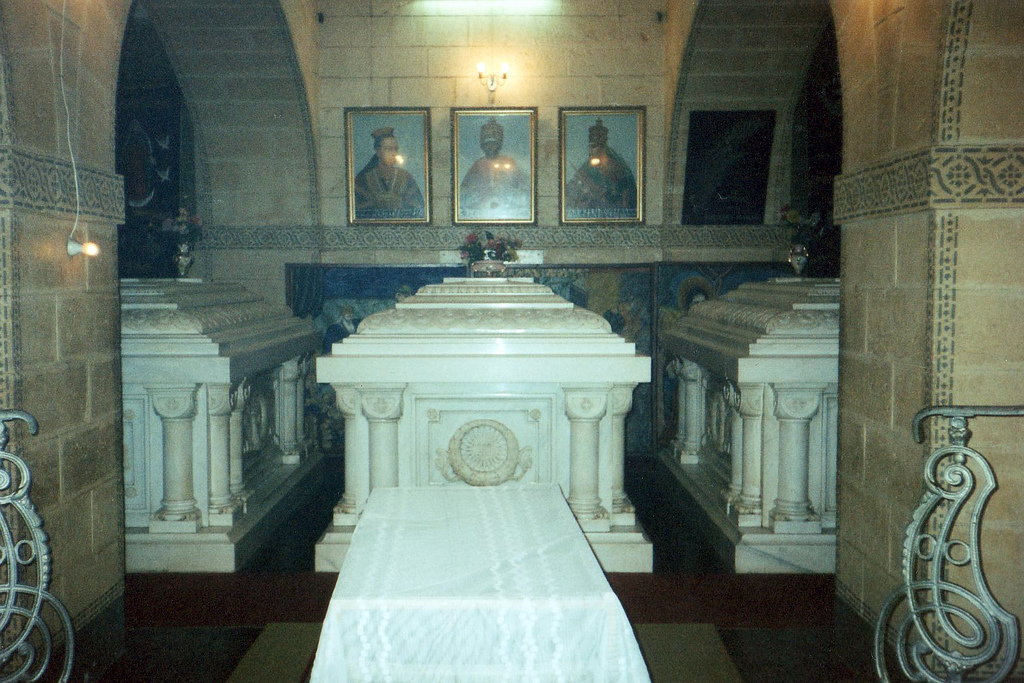
孟尼利克二世的陵墓。与妻女一起。